# Giovanna Scoccimarro
Giovanna Scoccimarro (10 de novembro de 1997) é uma judoca alemã.

## Carreira
Scoccimarro esteve nos Jogos Olímpicos de Verão de 2020 em Tóquio, onde conquistou a medalha de bronze no confronto por equipes mistas como representante da Alemanha, conjunto de judocas que derrotou o time holandês. Em 2021, ela conseguiu o bronze em sua modalidade no Judo World Masters, realizado em Doha, no Qatar.